# Bulbinella eburniflora
Bulbinella eburniflora és una espècie de planta de la família de les asfodelàcies, endèmica de la província del Cap. És una planta bulbosa amb un període de floració que es troba comprès entre agost i desembre. la seva població està en regressió degut a la pèrdua del 80% del seu hàbitat. mentre que el seu període de fructificació es produeix de desembre en endavant.
És un endemisme de rang restringit a l'àrea de Bokkeveld Escarpment de Northern Cape (Sud Àfrica) amb una extensió d'uns 53 km². Més del 80% de l'hàbitat d'aquest tàxon s'ha perdut pel cultiu de blat i pastura des del 1940. Deu subpoblacions romanen en petites zones de vegetació renosterveld en banquines i en fragments de vegetació natural que queden entre els camps conreats. Com cada un d'aquests fragments és de propietat privada i s'hi duen a terme diferents pràctiques agrícoles de forma independent, cada subpoblació representa un lloc separat. No hi ha prou informació disponible per determinar si són prou petites subpoblacions d'aquesta espècie per a qualificar de molt fragmentada. Les plantes són sensibles a les pertorbacions, trepig i pasturatge de bestiar i hi ha una contínua disminució en el nombre d'individus madurs i la qualitat de l'hàbitat com a resultat del pasturatge de bestiar. Bulbinella eburniflora està qualificada per la Llista Vermella de la UICN com a Vulnerable en el criteri B.